# Se Venedig og dø (film)
Se Venedig og dø er en britisk film fra 1990 af Paul Schrader.

## Medvirkende
- Christopher Walken som Robert
- Rupert Everett som Colin Mayhew
- Natasha Richardson som Mary Kenway
- Helen Mirren som Caroline
- Manfredi Aliquò
- David Ford som Waiter
- Daniel Franco som Waiter